# Гиперион (издательство)
«Гиперион» — санкт-петербургское издательство, специализирующееся на художественной и гуманитарной литературе (изданиях по литературоведению, истории, философии, отечественной и зарубежной русистике). Важным направлением его деятельности является публикация книг востоковедной тематики, в первую очередь — по истории, культуре и искусству Японии. Издательство было основано в 1995 г. С. В. Смоляковым.и Е. Е. Смоляковой.

## Серии публикаций
Литература по Японии
- Литературные памятники древней Японии (ранее не издававшиеся переводы литературных памятников, имеющих в японской культуре статус основополагающих)
- Японская классическая библиотека (публикации произведений японской литературы, сгруппированные по жанрам или по авторам)
- Японская классическая библиотека. XX век (подборка шедевров современной японской литературы)
- Terra Nipponica (книги по Японии, тематически не вписывающиеся в вышеперечисленные серии: исследования российских и иностранных японоведов, документы и памятники, а также отдельные художественные произведения)

Литература по Китаю
- Библиотека китайской литературы (произведения наиболее значительных китайских писателей XX в.)
- Новый век китайской литературы (литература Китая XXI в.)

Литература по Корее
- Традиционная литература Кореи. Собрание бестселлеров (переиздания опубликованных в 60-80-х годах XX в. русских переводов произведений традиционной корейской прозы)
- Золотой фонд корейской литературы (переиздания и вновь выполненные переводы наиболее известных памятников классической корейской литературы с древности и до наших дней)
- Современная корейская литература (лучшие образцы корейской прозы XX—XXI вв.)

Общегуманитарная литература
- Античная библиотека «Гипериона» (исследования и тексты античности)
- Ars Pura. Французская коллекция (неизвестные или малоизвестные отечественному читателю образцы французской изящной словесности, а также сочинений по истории и философии)
- Забытый Петербург (сборники материалов по истории Санкт-Петербурга)
- Петербургская поэтическая культура (авторские сборники и антологии малоизвестных петербургских поэтов первой половины XX в.)
- Русская художественная летопись (русская театральная, музыкальная, художественная и литературная критика XVIII-нач. XX вв.)
- Театральная серия (периодические сборники, выпускаемые Театральной библиотекой и прочие публикации на историко-театральную тему, а также библиографии)
- Российская драматическая библиотека (свод драматического наследия русских писателей XVIII-нач. XX вв.)
- THEATRON: История и теория зрелища (исследования в области истории и теории зрелищной культуры)
- Филологическая библиотека (работы современных историков и филологов, посвящённые широкому спектру проблем русской культуры)
- Проза филологов (художественные произведения известных российских и иностранных филологов)
- UTOPIA HUMANA (литература по разнообразным утопическим учениям)

Кроме того, значительная часть публикаций издательства увидела свет вне серий.

## Награды и премии
- Премия Екатерины Дашковой (2000)[3]
- Премия «Петраэдр» (2016)[4]